# Монастырь Баваниште
Монастырь Баваниште (серб. Манастир Баваниште) — мужской монастырь Банатской епархии Сербской православной церкви в селе Баваниште (автономный край Воеводина, Сербия). Посвящен Рождеству Пресвятой Богородицы. 

## История
Монастырь был воздвигнут в 1594 году во время Банатского восстания сербов против Османской империи. Чтобы защитить его от разорения турками, местом строительства был выбран лес, расположенный близ села Баваниште. В 1716 году и монастырь, и одноименное село были сожжены. Спустя 60 лет Баваниште вновь заселили православные христиане и в центре села воздвигли храм, который турки сожгли в 1788 году во время войны. В 1790 году в Баваниште был вновь построен храм, сохранившийся и поныне. 
В 1857 году на месте сожженного монастыря у родника местные жители построили часовню. 
В 1996 году епископ Банатский Хризостом постановил восстановить монастырь Баваниште. Усилиями монахов и мирян часовня была расширена, были возведены колокольня и другие здания.  